# Adelebsen (Adelsgeschlecht)

Wappen derer von Adelebsen

Adelebsen (auch Adelepsen oder Adelips) ist der Name eines alten edelfreien Braunschweiger Adelsgeschlechts. Die Herren von Adelebsen gehörten zum Göttinger Uradel.

## Geschichte

### Herkunft
Ursprünglich war die Familie in Wibbecke ansässig und nannte sich von Wibbecke. Als erster Angehöriger erscheint im Jahre 1111 der Ritter Bertholdus miles de Wicbike urkundlich. Nach der Übersiedlung auf die Burg Adelebsen werden die Brüder viri nobiles et honesti Thitmarus et Bodo frateres de Adelevessen 1234 erstmals in Urkunden erwähnt. Sie benannten sich nach ihrem Stammsitz, der Burg Adelebsen bei Adelebsen an der Schwülme.

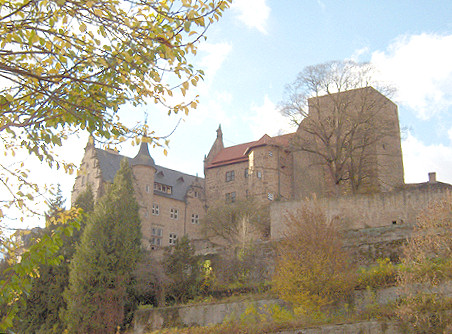
Burg Adelebsen ursprünglicher Stammsitz der Familie

Wie Thitmar und Bodo erscheinen in der zweiten Hälfte des 13. Jahrhunderts zwei Bertolde als nobiles, Edelherren. Sie waren mit weiteren bedeutenden Geschlechtern aus dieser Gegend, so unter anderen von Plesse, von Schwalenberg und von Schladen, verschwägert.

### Ausbreitung und Besitzungen
Außer ihrem Besitz zu Adelebsen konnten Mitglieder der Familie schon früh die Pfalz Grona und die dazugehörige Herrschaft Grone bei Göttingen als Reichslehen erwerben. Aber bereits Ende des 14. Jahrhunderts fielen diese Besitzungen an die Stadt Göttingen. Der älteste Calenbergische Lehenbrief ist aus dem Jahr 1347.
1305 kam es zu einer Fehde mit Heiligenstadt. Angehörige wurden Burgmannen zu Burg Hardenberg bei Northeim, zu Lipperode bei Lippstadt und Amtmänner zu Rusteberg bei Göttingen. Später wurden Zweige der Familie, vor allem in der Göttinger Gegend, zu Duderstadt, Edingen, Güntersen, Lerne, Minnigerode, Moringen, Obernfeld, Schwiegershausen, Lehne zu Berenshausen und Westerode besitzlich. Das 1856 gestiftete Fideikommiss Adelebsen wurde aufgelöst und zum Teil in die Stiftung Burg Adelebsen überführt.
Die Herren von Adelebsen gehörten zum ritterschaftlichen Adel im Calenberger Land und standen in neuerer Zeit in herzoglich braunschweig-lüneburgischen bzw. kurfürstlich hannoverschen Diensten. Sie erhielten hohe Staats- und Hofämter und stellten zahlreiche Offiziere in der königlich-hannoverschen Armee.
Mit dem am 1. Dezember 1957 verstorbenen Landschaftsrat Georg Freiherrn von Adelebsen ist die Familie im Mannesstamm erloschen.

### Standeserhebungen
Georg von Adelebsen, Fideikommissherr auf Adelebsen, wurde am 30. Juni 1903 zu Kiel durch Diplom in den preußischen Freiherrenstand erhoben. Der Titel in Primogenitur war laut Allerhöchste Kabinettsorder, Berlin 27. Januar 1903, an den Besitz des Fideikommiss gebunden.

## Wappen

### Stammwappen
Das Stammwappen ist gespalten und zweimal geteilt, rechts Blau-Silber-Blau, links Silber-Blau-Silber. Auf dem Helm zwei Büffelhörner, die wie der Schild geteilt sind. Die Helmdecken sind blau-silbern.

### Historische Wappenbilder

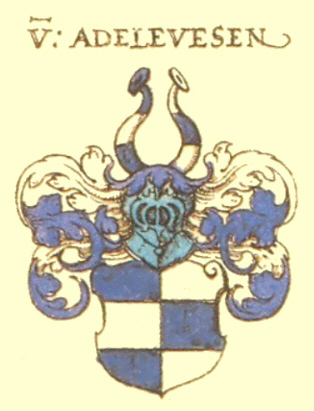
Wappen der Adelebsen nach Siebmacher (1605)
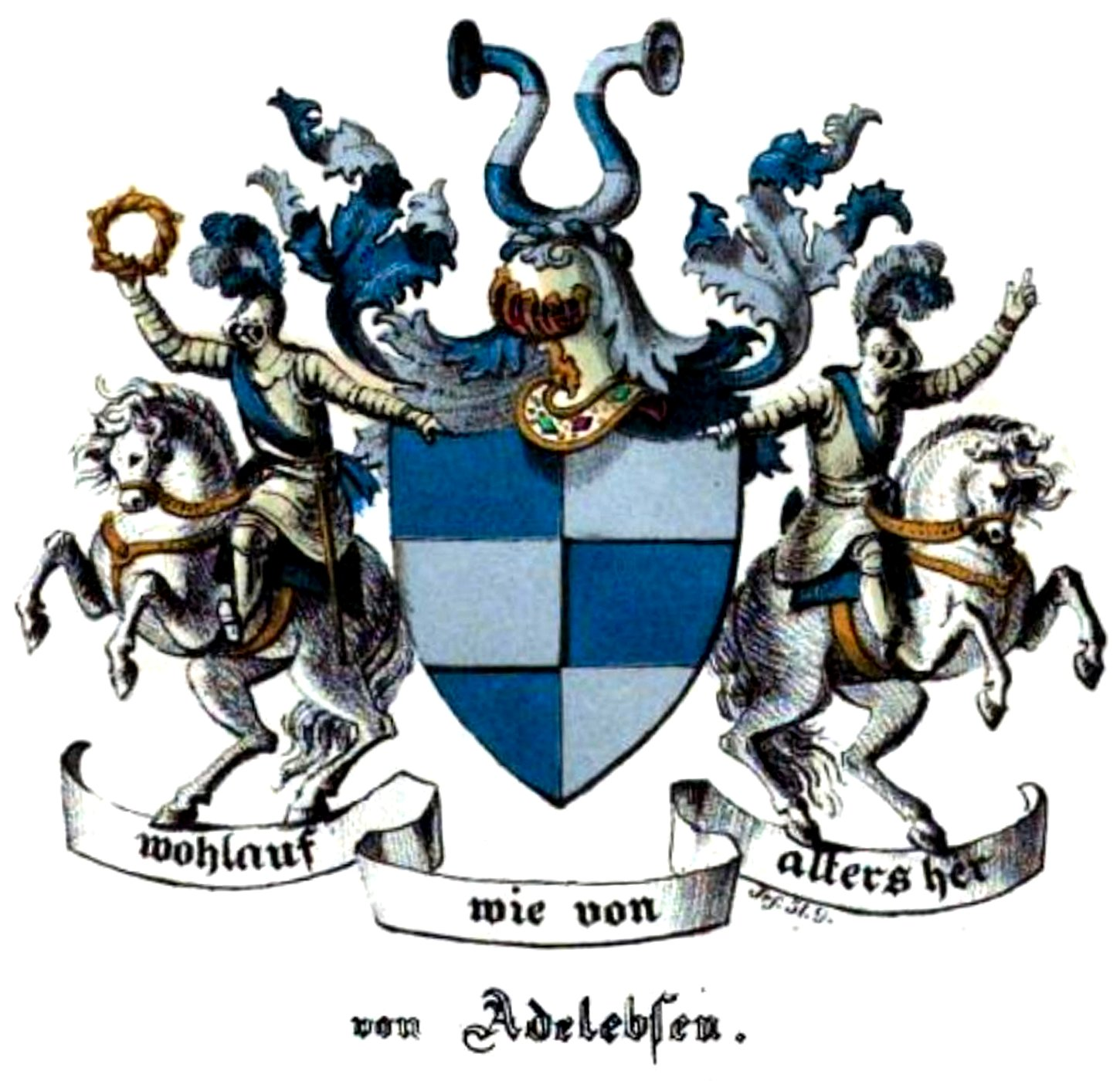
Abbildung im Wappenbuch des Königreichs Hannover und Herzogtums Braunschweig, 1852

### Orts- und Gemeindewappen
Elemente und Farben aus dem Wappen der Familie Adelebsen erscheinen noch heute in einigen niedersächsischen Ortswappen.

Wappen der Gemeinde Adelebsen
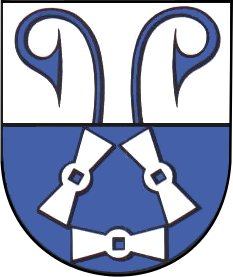
Wappen von Barterode, Ortsteil von Adelebsen
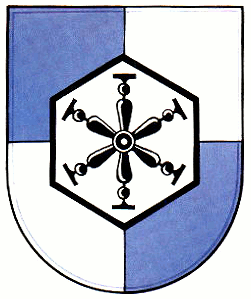
Wappen von Wibbecke, Ortsteil von Adelebsen

## Personen
- Reinhard von Adelebsen (1826–1883), Gutsbesitzer, deutscher Offizier, Reichstagsabgeordneter